# 다카다테촌
다카다테촌(高舘村)은 1955년까지 일본 미야기현 나토리군에 있던 촌이다. 나토리강이 센다이 평야로 나가는 남쪽 기슭에 있는 농촌이었다.

## 개요
촌의 절반 이상이 다카다테 구릉의 구릉지가 차지하고, 동부는 센다이 평야이다. 북쪽 경계는 나토리강으로 구분된다.
1889년 정촌제 시행에 수반해 요시다촌, 가와카미촌 및 구마노도촌의 구역으로 다카다테ㅊ가 발족했다.
1955년에 다카다테에서 보면 남쪽과 동쪽에 있는 촌과 합병해 나토리정이 되었고, 이것이 3년후 시로 승격으로 나토리시가 되어 현재에 이르고 있다. 합병은 미야기현의 제안에 따라 이루어졌지만, 다카다테촌의 동쪽 이웃인 나카다촌은 1941년에 센다이시에 합병되어, 센다이와의 직선 거리가 크게 다르지 않은 다카다테 촌에서도 당시에는 센다이시로의 합병을 원하는 사람이 많았다. 그래서 한때는 합병 협의에서 물러날 뻔했지만, 현의 강력한 설득으로 나토리정으로의 합병에 합류했다.
다카다테촌이 출범하기 전, 에도시대 초기의 간에이 검지(寛永検地)의 인구는 2939명, 메이지 초기의 인구는 2597명이었다. 나토리정이 출범한 1955년의 인구는 4673명이었다.

## 참고문헌
- 名取市史編纂委員会『名取市史』、宮城県名取市、1977年。